# 7月15日
7月15日（しちがつじゅうごにち）は、グレゴリオ暦で年始から196日目（閏年では197日目）にあたり、年末まであと169日ある。

## できごと

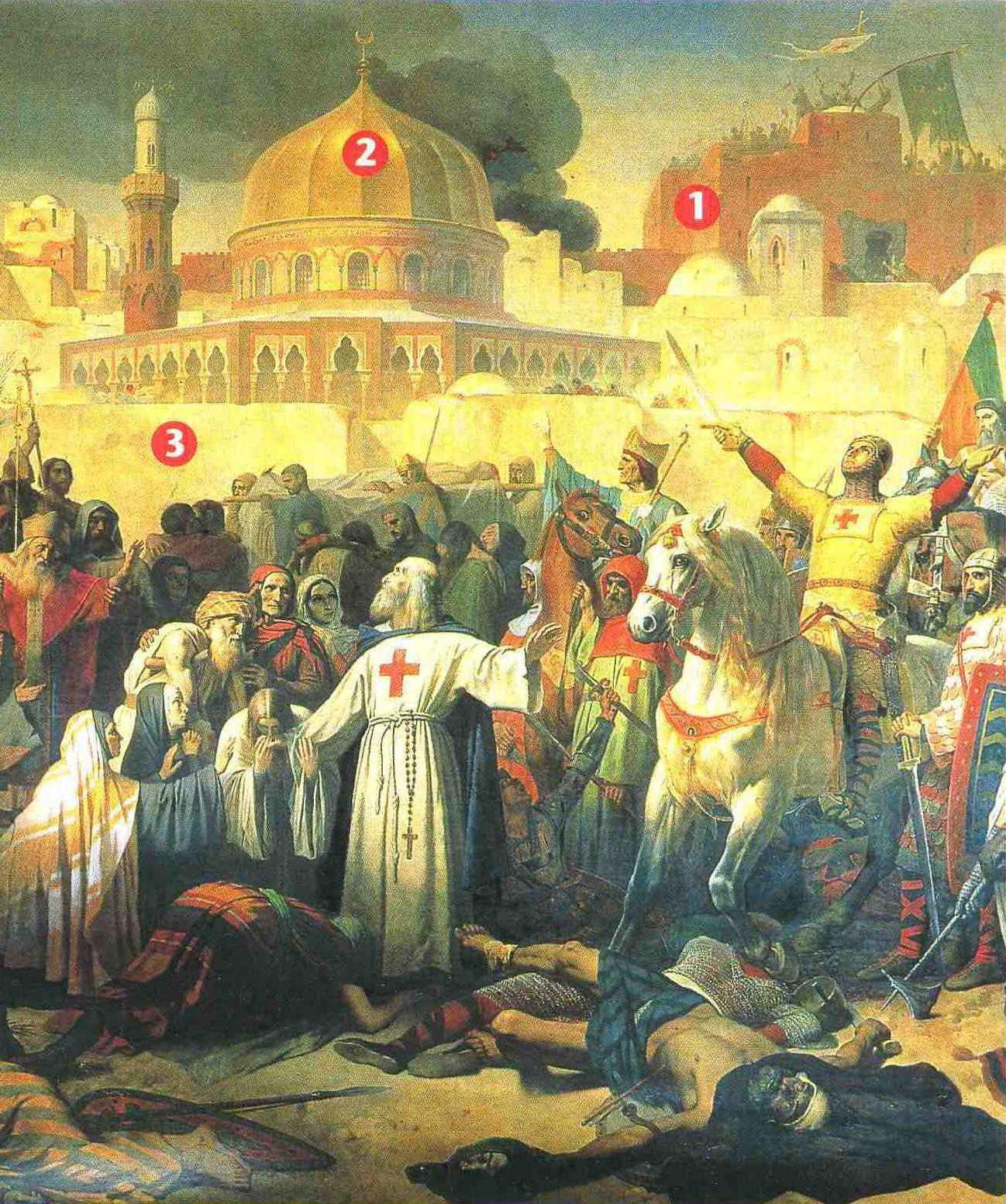
エルサレムが陥落しエルサレム攻囲戦終結(1099)

タンネンベルクの戦い(1410)

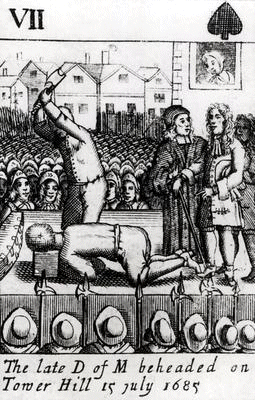
モンマス公爵ジェイムズ・スコット(1649-1685)刑死。

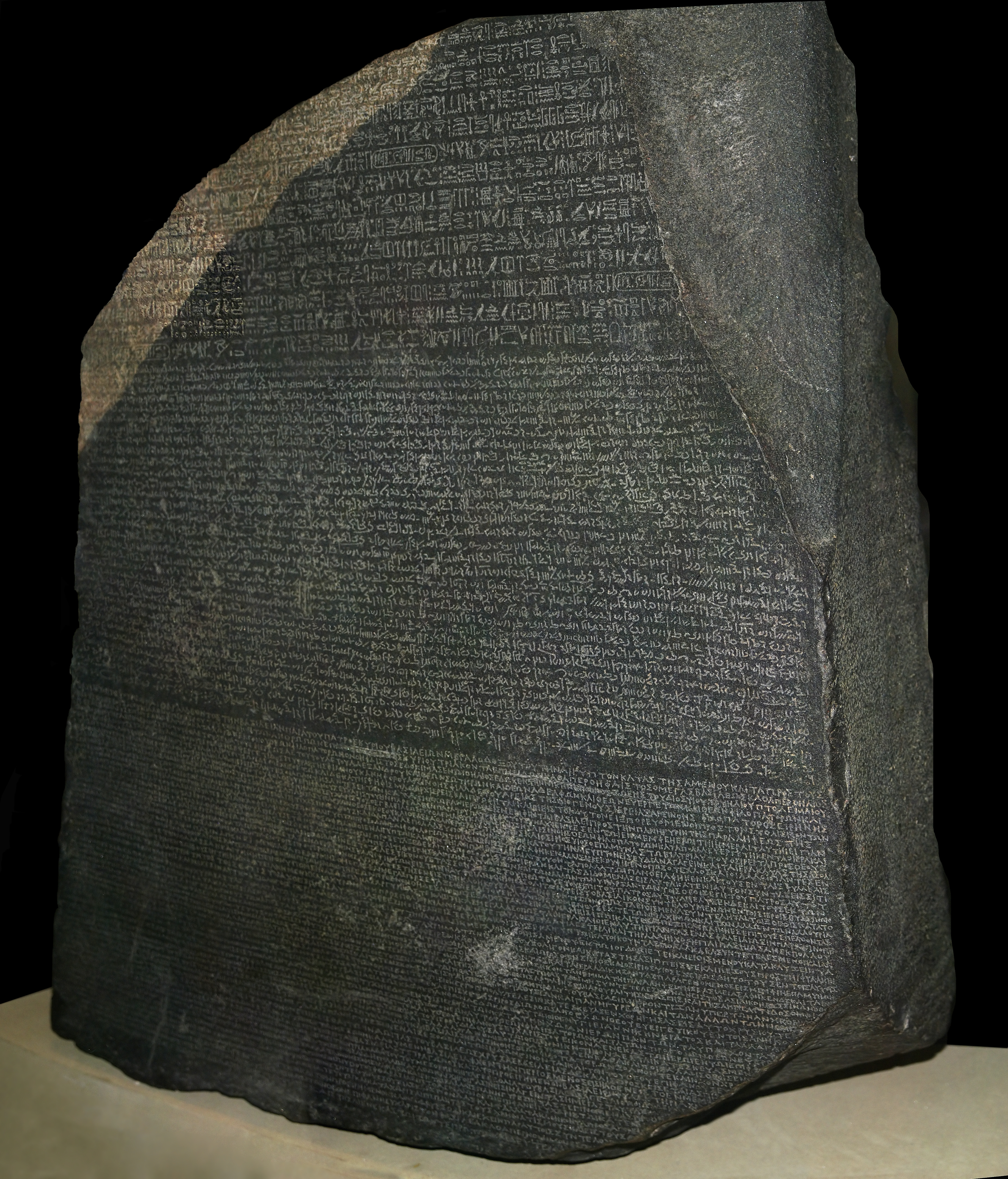
ロゼッタ・ストーン発見(1799)。ヒエログリフの解読をもたらした。

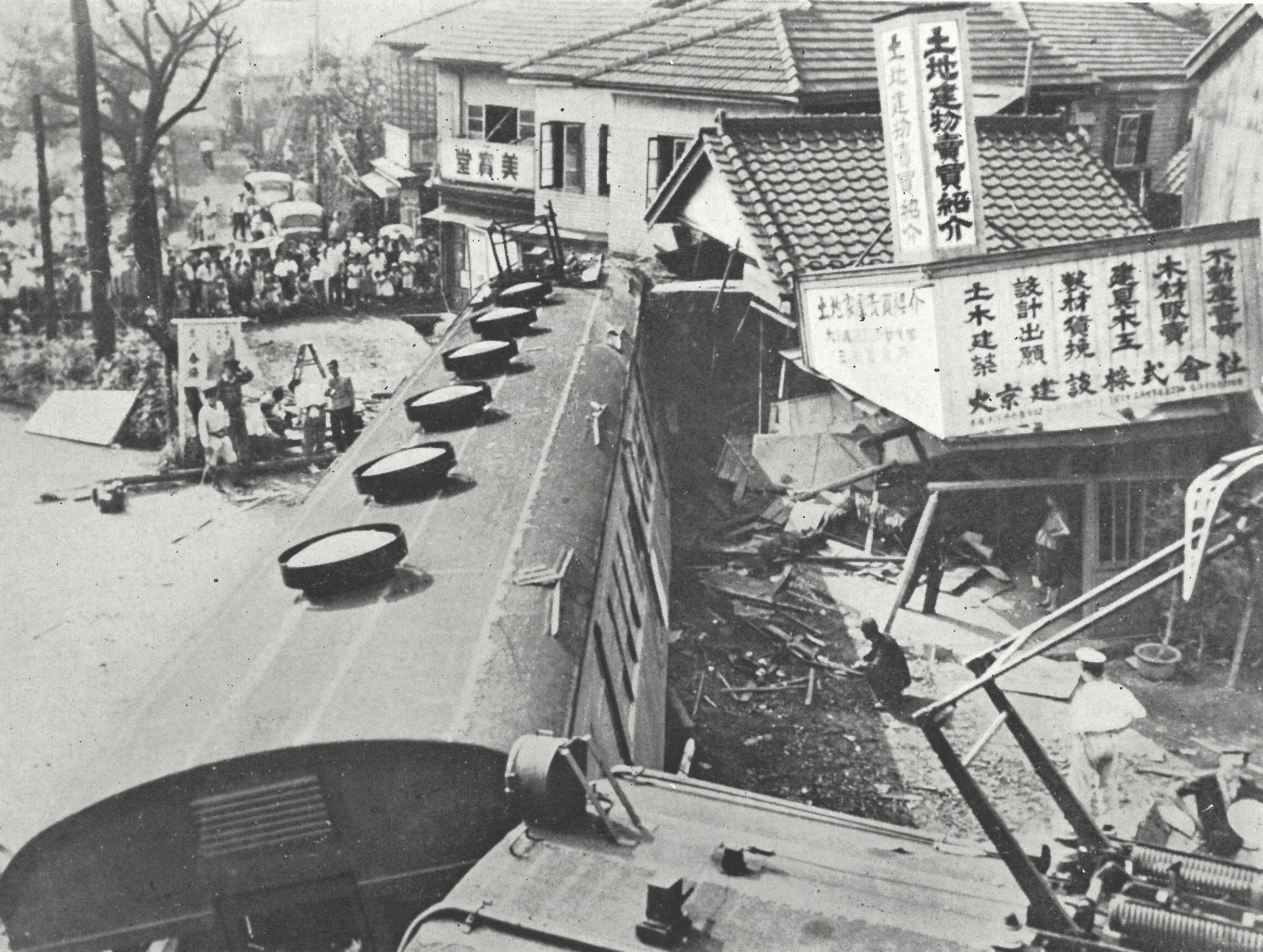
国鉄三大ミステリー事件の1つ、無人列車が暴走した三鷹事件(1949)

- 1381年 - ワット・タイラーの乱の思想的指導者ジョン・ボールが最も重い首吊り・内臓抉り・四つ裂きの刑により処刑される。
- 1408年（応永15年6月22日） - 若狭国小浜に南蛮（東南アジア）の「亜烈進卿」が派遣した船が入港。文献記録上初めてゾウが日本に到来。
- 1410年 - ポーランド・リトアニア連合軍とドイツ騎士団の間でタンネンベルクの戦い（グルンヴァルトの戦い）が行われる。
- 1685年 - イングランド王ジェームズ2世の甥で、セッジムーアの戦い（英語版）で敗れたモンマス公爵ジェイムズ・スコットが刑死。
- 1799年 - エジプト・シリア戦役の途上フランス軍人ピエール＝フランソワ・ブシャールによってロゼッタ・ストーンが発見される。
- 1823年 - ローマのサン・パオロ・フオーリ・レ・ムーラ大聖堂が火災で焼失。
- 1867年 - ベニート・フアレスがメキシコの共和制への復帰を宣言。
- 1870年 - アメリカ南部のジョージア州がアメリカ合衆国に再加入。アメリカ連合国が消滅[1]。
- 1880年 - 東海道本線の京都駅から大津駅（のちの浜大津駅、現在廃止）までの区間が開通する。
- 1888年 - 磐梯山噴火。小磐梯の山体崩壊により発生した泥流などにより477名が犠牲となる。
- 1901年 - 高峰譲吉がアドレナリンの製法の特許を取得[2]。
- 1907年 - 広島県南部に集中豪雨。総頭川が決壊し、坂町で死者2名、家屋流失11棟、田畑も流失するという大災害が発生した[3]。
- 1913年 - 宝塚唱歌隊（現在の宝塚歌劇団）設立。
- 1914年 - 歩兵第42連隊の軍事演習中に熱射病となる者多数。7人が死亡[4]。
- 1916年 - アメリカワシントン州シアトルでボーイング社が創業。
- 1918年 - 第一次世界大戦：第二次マルヌ会戦（英語版）が始まる。
- 1922年 - 日本共産党結成。
- 1927年 - オーストリアの首都ウィーンで社会主義者の抗議デモが暴動に発展。暴徒側77人、警官2人が死亡[5]。
- 1933年 - ステポナス・ダリュス（英語版）とスタシース・ギレナス（英語版）が操縦する飛行機「リトゥアニカ（英語版）」が、大西洋横断を目指し、アメリカ合衆国ニューヨークを離陸。
- 1934年 - Varney Speed Lines（後のコンチネンタル航空）が運航開始。
- 1936年 - 東京巨人軍と大阪タイガースが初対戦し、タイガースが8-7で勝利。
- 1938年 - 日本政府が閣議で1940年に予定されていた夏季東京オリンピックおよび冬季札幌オリンピックの開催権返上を決定。
- 1940年 - 満洲国の新京に建国神廟が創建される。
- 1941年 - 長野地震が起こる。
- 1943年 - 愛媛県松山市の沖合で関西汽船所属の定期旅客船「浦戸丸」（1326トン）が貨物船と衝突して沈没。死者・行方不明者200人以上[6]。
- 1945年 - 第二次世界大戦：イタリア王国が対日宣戦布告。
- 1945年 - 第二次世界大戦：室蘭艦砲射撃。北海道室蘭市がアメリカ海軍による艦砲射撃により壊滅状態になる[7]。
- 1948年 - GHQが新聞社16社・通信社3社の事前検閲を廃止し、事後検閲に移行。
- 1948年 - 教育委員会法公布・施行。
- 1949年 - 三鷹事件。中央線三鷹駅構内で無人電車が暴走し民家に突入。
- 1950年 - リトアニア・ソビエト社会主義共和国（LTSR）最高会議幹部会がLTSRの新国歌を制定し、クディルカ作詞・作曲の旧国歌を禁止。
- 1951年 - 天竜川バス転落事故。静岡県磐田郡浦川町の県道から国鉄バスが増水した天竜川に転落。死者28人前後。
- 1953年 - 小額通貨の整理及び支払金の端数計算に関する法律が公布 ・施行。1954年1月1日以降、1円未満の貨幣・紙幣を無効とする。
- 1953年 - ソ連・リトアニア共和国最高会議幹部会が、新国旗を制定。
- 1954年 - ニッポン放送が開局、本放送を開始。
- 1954年 - ジェット旅客機ボーイング707型機の原型となった試作機ボーイング367-80が初飛行。
- 1954年 - 茨城県常陸太田市、石川県珠洲市、鹿児島県加世田市が市制施行。
- 1955年 - オットー・ハーン、マックス・ボルンら18人のノーベル賞受賞者が核兵器の使用中止を訴えるマイナウ宣言を発表。
- 1955年 - トニー谷長男誘拐事件[8]。犯人は6日後に逮捕され、長男は無事保護。
- 1958年 - 埼玉県与野市（現 さいたま市）・上尾市が市制施行。
- 1958年 - 東京都大田区雪ヶ谷にあった進化製薬工場で爆発事故。工場3棟、敷地内にあった社長宅に延焼して従業員13人が死亡、重軽傷者24人[9]。
- 1959年 - 国鉄紀勢本線が全通。
- 1960年 - 岸信介内閣が総辞職。
- 1960年 - アメリカ合衆国カリフォルニア州ロサンゼルスのロサンゼルス・メモリアル・コロシアムにおいて行われた民主党の党大会において、大統領候補のジョン・F・ケネディが「ニューフロンティア」を掲げた演説を行う。
- 1962年 - 北海道芦別市の三井鉱山頼城炭鉱でガス爆発事故。作業員11人が坑内に取り残され8人が死亡[10]。
- 1963年 - 河野一郎邸焼き討ち事件。
- 1969年 - 週刊少年チャンピオンが創刊。
- 1970年 - 九州初となる民放FMラジオ局・エフエム福岡が開局。
- 1974年 - キプロスでギリシャの支援を受けたギリシャ併合強硬派がクーデター（英語版）を起こし、マカリオス大統領を追放。
- 1974年 - アメリカ合衆国・フロリダ州サラソータのテレビ局WXLT-TV（のちのWWSB）のニュースキャスター、クリスティーン・チュバックが、ニュース番組の生放送中に突然拳銃自殺。
- 1980年 - 牛丼屋チェーン吉野家を運営する株式会社吉野家が会社更生法の適用を申請し事実上倒産。
- 1983年 - 任天堂が家庭用ゲーム機ファミリーコンピュータ（ファミコン）を発売。価格は14,800円。同日、セガ・エンタープライゼスがSG-1000とベーシック搭載のSC-3000を発売。
- 1983年 - 免田事件の再審で、熊本地裁八代支部が免田栄被告に無罪判決。死刑が確定した被告に対する初の無罪判決。
- 1987年 - 台湾（中華民国）で、戒厳令解除を要求する五一九緑色運動を受けて、1949年以来続いてきた戒厳令が解除される。
- 1987年 - 仙台市地下鉄南北線（八乙女駅 - 富沢駅間）開業。
- 1988年 - 境トンネル多重衝突炎上事故。中国自動車道の境トンネルで多重衝突事故から火災が発生。死者5人、重軽傷者5人を出す惨事となった。
- 1991年 - 第17回主要国首脳会議がロンドンで開幕、会期は7月17日まで。
- 1992年 - 仙台市地下鉄南北線延長部（泉中央駅 - 八乙女駅間）開業。
- 1999年 - 米ワシントン州シアトルに野球場セーフコ・フィールドが開場。
- 2003年 - AOLタイム・ワーナーは同社内のネットスケープ部門を解体、同日にMozilla Foundationが設立される。
- 2008年 - 原油高を受けて日本の17漁業団体の漁船約20万隻が一斉休漁。
- 2008年 - 楊逸が第139回芥川賞を受賞[11]。中国人の受賞は史上初。
- 2009年 - カスピアン航空7908便墜落事故が起こる。
- 2011年 - プロゴルファーの有村智恵がスタンレーレディスゴルフトーナメントでアルバトロスとホールインワンを達成[12]。
- 2016年 - トルコでクーデター未遂事件が起こる[13][14]。

## 誕生日

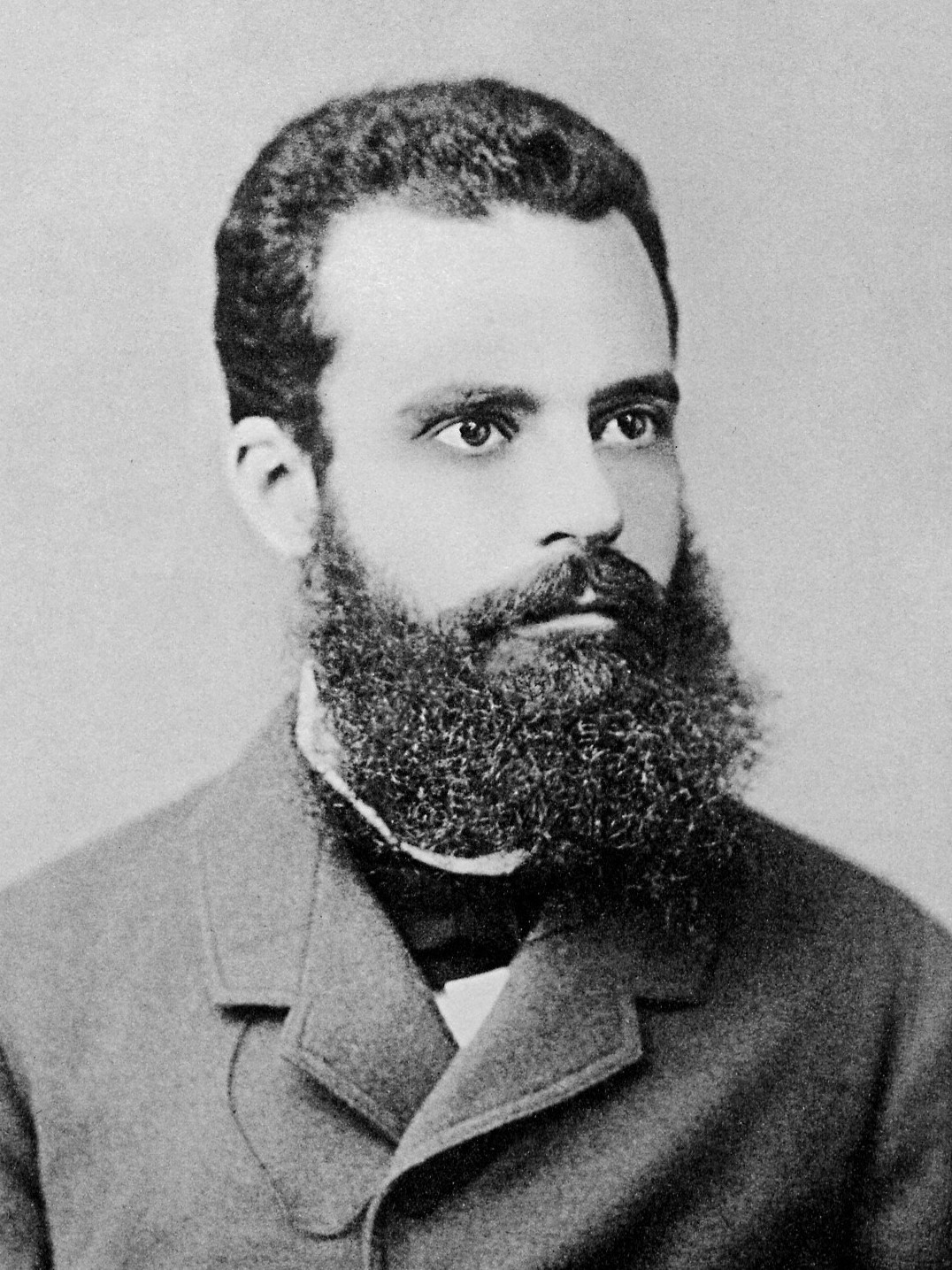
経済学者ヴィルフレド・パレート(1848-1923)誕生。パレート最適を提唱し厚生経済学のパイオニアとなった。

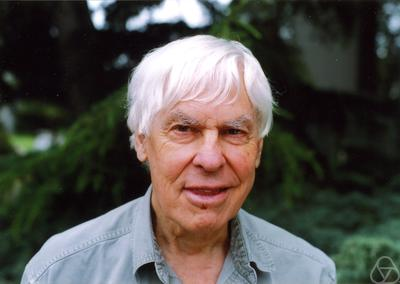
数学者スティーヴン・スメイル(1930-)誕生

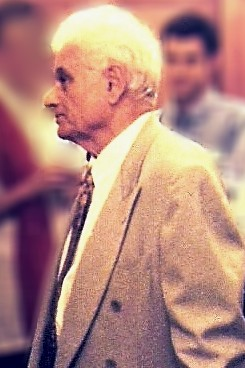
哲学者ジャック・デリダ(1930-2004)誕生。

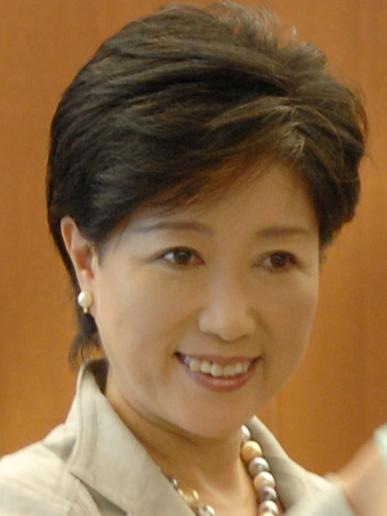
東京都知事、小池百合子(1952-)誕生。

- 980年（天元3年6月1日）- 一条天皇、第66代天皇（+ 1011年）
- 1573年 - イニゴー・ジョーンズ、建築家（+ 1652年）
- 1606年 - レンブラント・ファン・レイン、画家（+ 1669年）
- 1616年（元和2年6月2日） - 島津光久、第2代薩摩藩主（+ 1695年）
- 1676年 （延宝4年6月5日）- 織田成純、第5代柳本藩主 （+ 1729年）
- 1678年 （延宝6年5月27日）- 前田利興、第3代富山藩主 （+ 1733年）
- 1745年 - ジャン＝ピエール・ノルブラン・ド・ラ・グルデーヌ、画家、彫刻家（+ 1830年）
- 1840年 （天保11年6月17日）- 五島盛徳、第11代福江藩主 （+ 1875年）
- 1848年 - ヴィルフレド・パレート、経済学者、社会学者（+ 1923年）
- 1854年 - ヤチェク・マルチェフスキ、画家（+ 1929年）
- 1861年（文久元年6月8日） - 広津柳浪、小説家（+ 1928年）
- 1875年 - 林古渓、歌人、作詞家、漢文学者（+ 1947年）
- 1892年 - ヴァルター・ベンヤミン、文芸評論家、文化史家（+ 1940年）
- 1900年 - 永野重雄、実業家（+ 1984年）
- 1904年 - 千田是也、演出家、俳優（+ 1994年）
- 1905年 - 秋田實、漫才作家（+ 1977年）
- 1910年 - 山本薩夫、映画監督（+ 1983年）
- 1913年 - 入江徳郎、ジャーナリスト（+ 1989年）
- 1914年 - 納家米吉、プロ野球選手（+ 1941年）
- 1917年 - 佐藤平七、元プロ野球選手（+ 2007年?）
- 1920年 - 稲葉義男、俳優（+ 1998年）
- 1922年 - 松園尚巳、実業家（+ 1994年）
- 1923年 - 原田昇左右、政治家（+ 2006年）
- 1923年 - フィリー・ジョー・ジョーンズ、ミュージシャン（+ 1985年）
- 1925年 - 出羽錦忠雄、元大相撲力士（+ 2005年）
- 1926年 - 香山彬子、児童文学作家（+ 1999年）
- 1926年 - 竹元勝雄、元プロ野球選手（+ 2006年）
- 1930年 - 秋谷栄之助、第5代創価学会会長
- 1930年 - スティーヴン・スメイル、数学者
- 1930年 - ジャック・デリダ、思想家（+ 2004年）
- 1930年 - 横井啓二、元プロ野球選手
- 1930年 - 伊藤万喜三、元プロ野球選手
- 1931年 - 深田祐介、作家（+ 2014年）
- 1933年 - 吉沢岳男、元プロ野球選手（+ 1971年）
- 1935年 - 大根晃、元プロ野球選手
- 1937年 - 鳥居一雄、政治家（+ 2020年）
- 1938年 - 長谷川哲夫、俳優（+ 2023年）
- 1938年 - 平光清、プロ野球審判員（+ 2011年）
- 1939年 - 金子功、デザイナー
- 1939年 - 後藤忠弘、元プロ野球選手
- 1940年 - 河村保彦、元プロ野球選手（+ 2012年）
- 1940年 - 山本集、高校野球指導者（+ 2011年）
- 1941年 - 今井宏、政治家（+ 2023年）
- 1942年 - ミル・マスカラス、プロレスラー
- 1943年 - 神崎武法、政治家
- 1943年 - 伊藤勝利、元プロ野球選手
- 1946年 - ハサナル・ボルキア、ブルネイ国王、政治家
- 1946年 - 植木一智、元プロ野球選手
- 1947年 - 石塚雅二、元プロ野球選手
- 1948年 - 上辻修、元プロ野球選手
- 1950年 - 大石代悟、空手家
- 1950年 - 萩野友康、元野球選手
- 1952年 - 峰さを理、女優、歌手、日舞西﨑流師範（+ 2021年）
- 1952年 - 小池百合子、政治家、第20代東京都知事
- 1954年 - マリオ・ケンペス、元サッカー選手
- 1955年 - 島本啓次郎、元プロ野球選手
- 1956年 - 瀬古利彦、マラソン選手
- 1956年 - 松島みどり、政治家
- 1956年 - イアン・カーティス、ミュージシャン（+ 1980年）
- 1957年 - ジョー・ヒックス、元プロ野球選手
- 1957年 - 林海象、映画監督、映画プロデューサー
- 1958年 - 古川康、政治家、元佐賀県知事
- 1959年 - 玉井次郎、ノンフィクション作家
- 1960年 - 笠松美樹、歌手（元Sugar）
- 1960年 - 長沢久美子、歌手（元Sugar）
- 1960年 - タナティップ・ウパティシン、外交官
- 1961年 - 寺田理恵子、アナウンサー
- 1962年 - 上橋菜穂子、作家、文化人類学者
- 1962年 - 正木敦、テレビプロデューサー
- 1963年 - 上村典子、声優
- 1963年 - 伊藤優、元プロ野球選手
- 1964年 - 柱谷哲二、元サッカー選手、指導者
- 1965年 - 高木淳也、俳優
- 1965年 - 松永幸男、元プロ野球選手
- 1965年 - 西凛太朗、俳優
- 1965年 - 三浦泰年、元サッカー選手、指導者
- 1965年 - 今野登茂子、キーボーディスト（元PRINCESS PRINCESS）
- 1966年 - 永瀬正敏、俳優
- 1967年 - 楠本まき、漫画家
- 1968年 - 比嘉栄昇、ミュージシャン（BEGIN）
- 1968年 - 大崎一万発、パチンコライター、YouTuber
- 1969年 - 近内仁子、女優
- 1969年 - 真下貴、アナウンサー
- 1969年 - ♥さゆり、お笑いタレント（かつみ♥さゆり）[15]
- 1971年 - 池田裕紀子、アーチェリー選手
- 1972年 - 渡辺江里子、お笑いタレント（阿佐ヶ谷姉妹）
- 1974年 - 戸部浩、元プロ野球選手
- 1974年 - RYO-Z、MC（RIP SLYME）
- 1974年 - 蛯原哲、アナウンサー
- 1974年 - 佐久本昌広、元プロ野球選手
- 1974年 - 部坂俊之、元プロ野球選手
- 1974年 - 平野孝、元サッカー選手
- 1975年 - 柴田英嗣、お笑いタレント（アンタッチャブル）
- 1975年 - 金子茂樹、脚本家
- 1976年 - 石川正史、元アナウンサー
- 1976年 - 北原雅樹、俳優、タレント
- 1976年 - マルコ・ディ・ヴァイオ、元サッカー選手
- 1976年 - ダイアン・クルーガー、女優
- 1976年 - 川崎健一郎、実業家
- 1977年 - 徳岡慶也、アーティスト（DEPAPEPE）
- 1977年 - 三遊亭楽生、落語家
- 1978年 - ミゲル・オリーボ、元プロ野球選手
- 1979年 - 帆足和幸、元プロ野球選手
- 1979年 - アレクサンダー・フライ、サッカー選手
- 1980年 - 奉重根、元プロ野球選手
- 1980年 - クリス・デノーフィア、元プロ野球選手
- 1980年 - 許安安、女優
- 1980年 - B×Bハルク、プロレスラー（DRAGONGATE）
- 1980年 - 越中睦士、歌手、俳優
- 1981年 - 小泉里子、ファッションモデル
- 1982年 - 呉昇桓、プロ野球選手
- 1983年 - ジュリアン・ルパルー、騎手
- 1983年 - 唐沢美帆、歌手
- 1983年 - TOKIYA、イラストレーター
- 1984年 - 椿姫彩菜、ファッションモデル、タレント
- 1984年 - 森岡良介、元プロ野球選手
- 1984年 - 山本優弥、キックボクサー
- 1985年 - 小野寺司、ラジオパーソナリティ、DJ
- 1985年 - グラツィアーノ・ペッレ、サッカー選手
- 1986年 - 宮原義典、元騎手
- 1986年 - 森本ゆうこ、女優
- 1986年 - ホルヘ・バルボア、野球選手
- 1987年 - 田中順也、サッカー選手
- 1987年 - 古川秀一、元プロ野球選手
- 1987年 - 星野奈津子、女優
- 1987年 - 見延和靖、フェンシング選手
- 1987年 - 吉田夏海、ファッションモデル
- 1988年 - 藤井美菜、女優
- 1988年 - 狩野舞子、元バレーボール選手
- 1988年 - エロイス・ルスール、陸上競技選手[16]
- 1989年 - アリサ・クレイバノワ、テニス選手
- 1989年 - 渡辺彩香、サッカー選手
- 1990年 - すみれ、ファッションモデル
- 1990年 - 松山愛里、ファッションモデル
- 1990年 - 松浦寛子、バレーボール選手
- 1990年 - オリー・アレクサンダー、ミュージシャン（イヤーズ・アンド・イヤーズ）
- 1990年 - ダミアン・リラード、バスケットボール選手
- 1990年 - カイル・クビッツァ、プロ野球選手
- 1991年 - マーク・アペル、元プロ野球選手
- 1991年 - 今宮健太、プロ野球選手
- 1991年 - 岡大海、プロ野球選手
- 1991年 - 柏木由紀、タレント（元AKB48）
- 1991年 - 品田亮太、記者、元アナウンサー
- 1991年 - 谷口彰悟、サッカー選手
- 1991年 - 日岡なつみ、声優
- 1991年 - デリック・フェイバーズ、バスケットボール選手
- 1991年 - ダニーロ・ルイス・ダ・シウバ、サッカー選手
- 1992年 - 久住小春、タレント、ファッションモデル（元モーニング娘。）
- 1992年 - 岡田慶太、俳優
- 1992年 - 北勝富士大輝、元大相撲力士、年寄第14代大山
- 1992年 - 武藤嘉紀、サッカー選手
- 1992年 - 朝倉未来、総合格闘家
- 1993年 - 橋本良亮、歌手、タレント（A.B.C-Z）
- 1993年 - 吉田正尚、プロ野球選手
- 1993年 - ももせもも、グラビアアイドル
- 1995年 - ミカエル・ミシェル、騎手
- 1996年 - 大塚千愛、女優
- 1996年 - HIROKI、ミュージシャン（Qyoto）
- 1996年 - 小波、プロレスラー
- 1996年 - 梶谷瑠哉、陸上選手
- 1997年 - 森本慎太郎、俳優、アイドル（SixTONES）
- 1997年 - 海野隆司、プロ野球選手
- 1997年 - YORO、アイドル、ラッパー、アーティスト（元PRODUCE101JAPAN練習生、元NIK）
- 1998年 - 志田音々、タレント、グラビアアイドル、女優
- 1998年 - ソンソ、アイドル（元宇宙少女）
- 1999年 - 山口はのん、アイドル（夢みるアドレセンス）
- 2000年 - パウロ・エンヒキ・サンパイオ・フィーリョ、サッカー選手
- 2002年 - 竹内詩乃、女優
- 2002年 - 宮下玲奈、AV女優
- 2006年 - 高野万優、空手家
- 生年不詳 - うろたん、イラストレーター
- 生年不詳 - 五十嵐由佳、声優
- 生年不詳 - 相内沙英[17]、声優

## 忌日

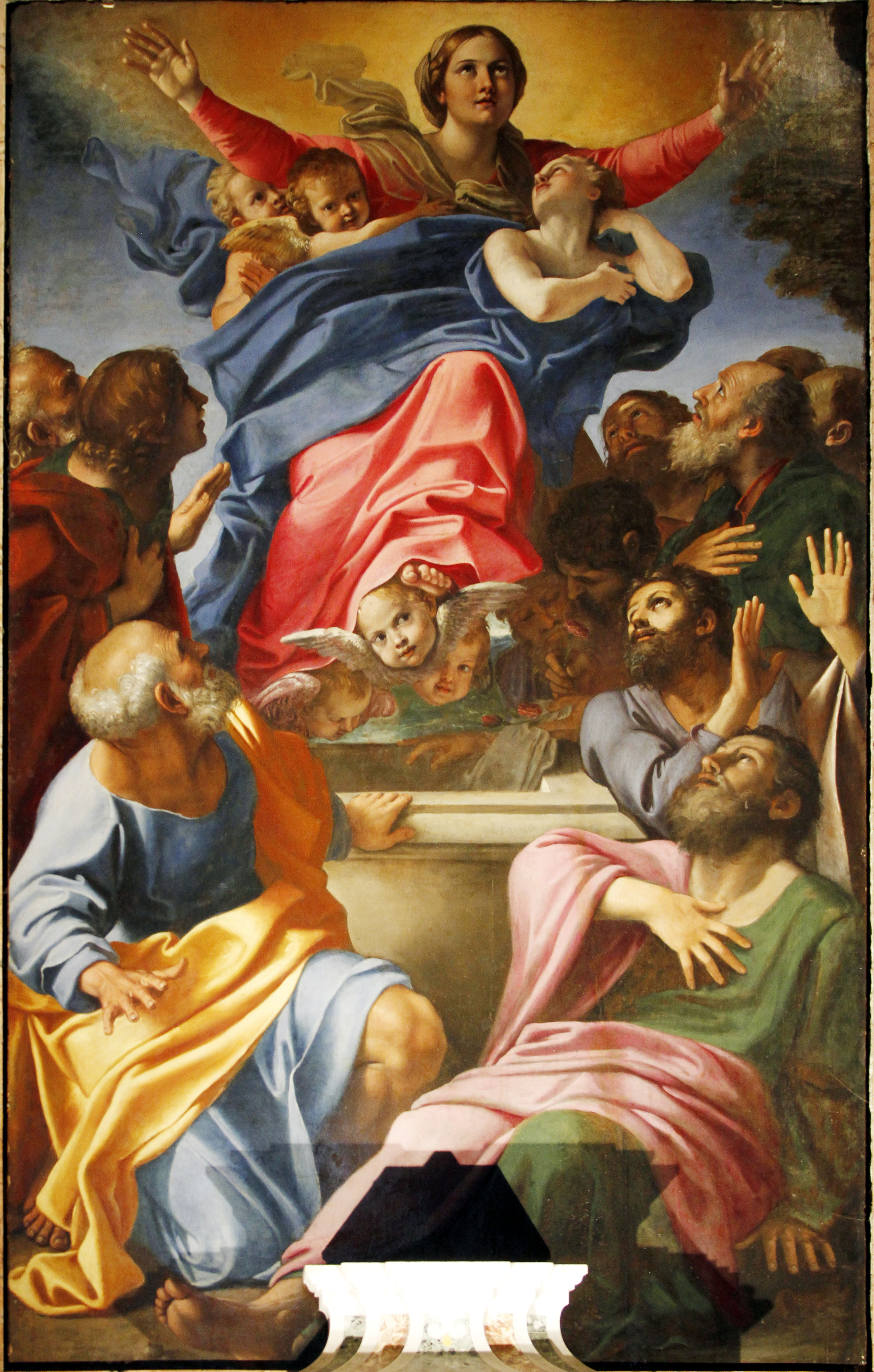
バロック期の画家アンニーバレ・カラッチ(1560-1609)没。画像は『聖母被昇天』。

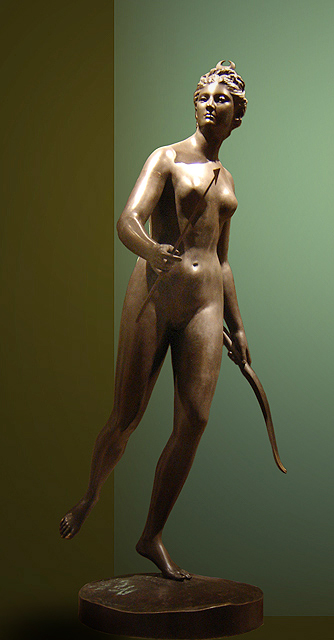
彫刻家ジャン＝アントワーヌ・ウードン(1741-1828)没。画像は『ディアナ』。

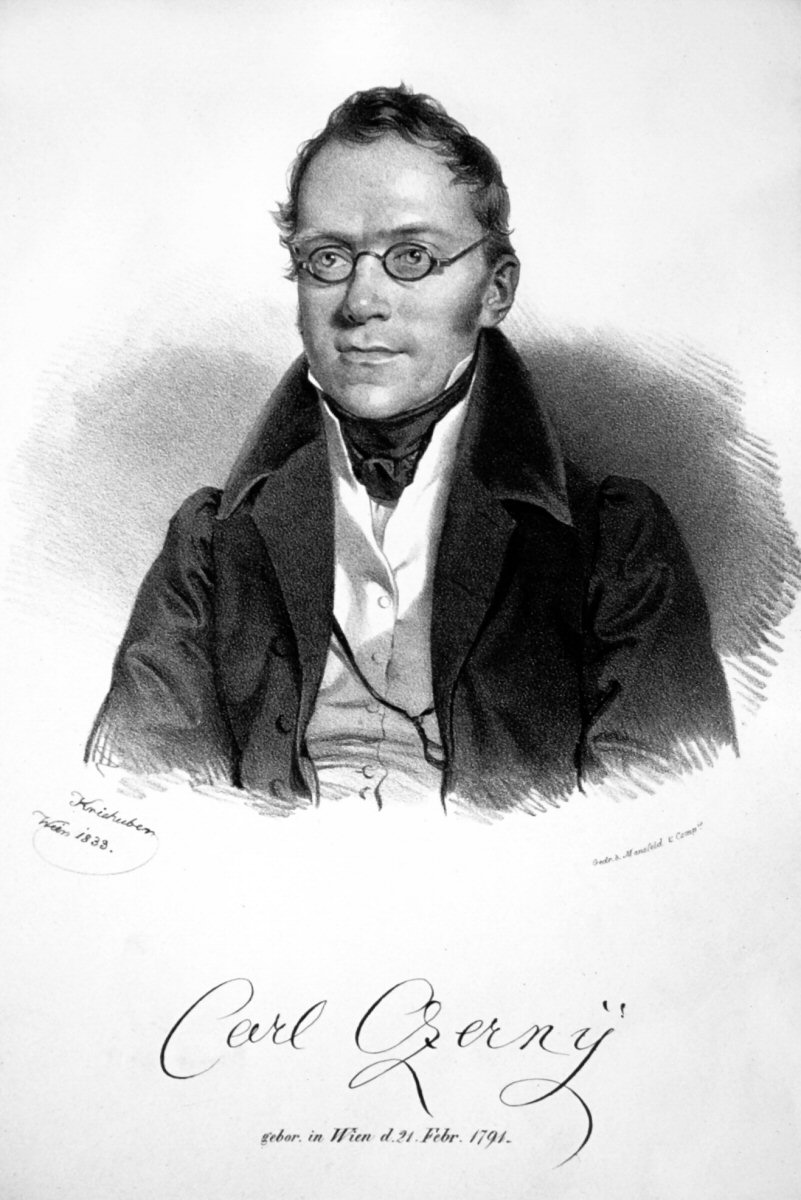
作曲家カール・チェルニー(1791-1857)没。

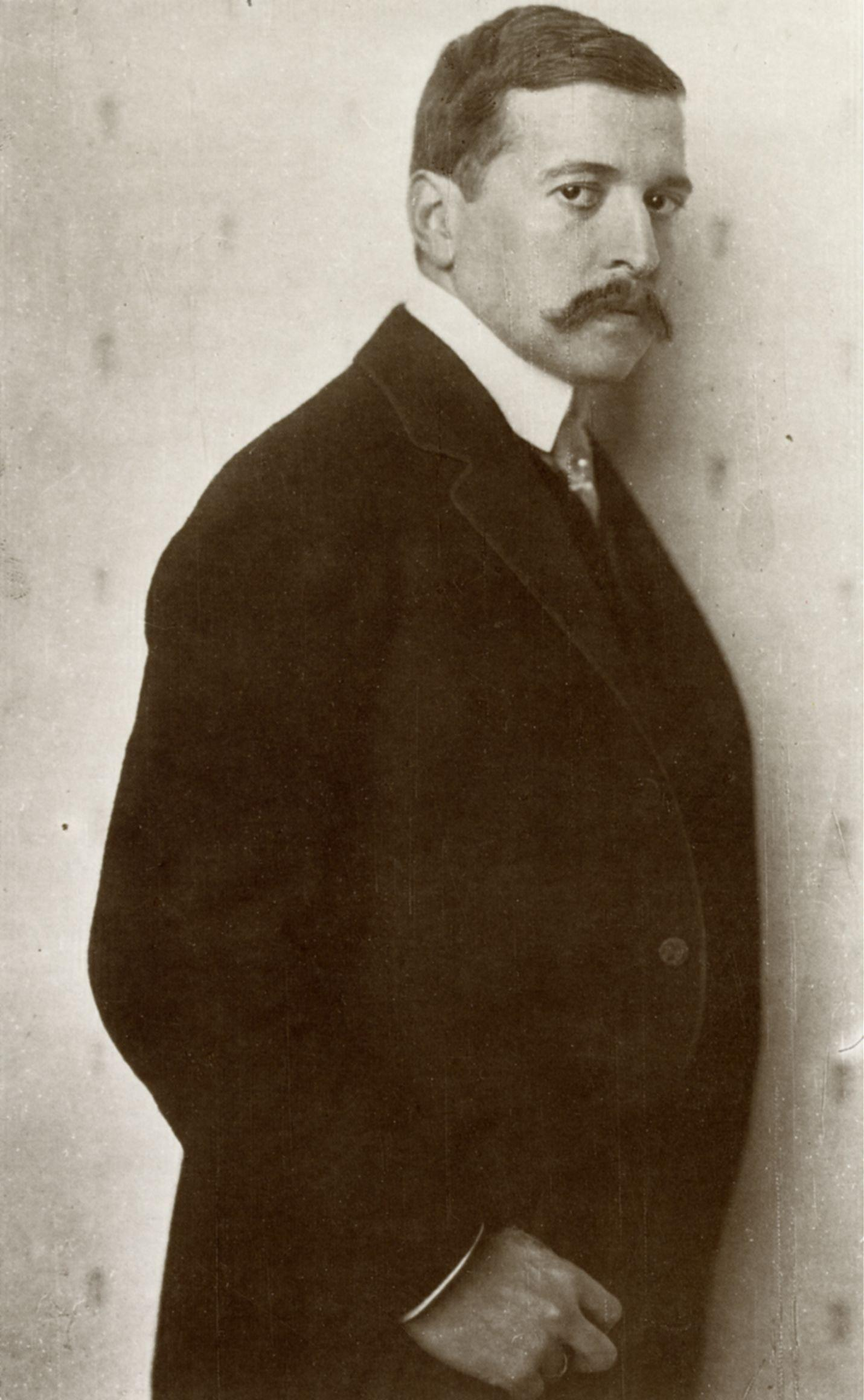
世紀末ウィーンの詩人フーゴ・フォン・ホーフマンスタール (1874-1929)没。

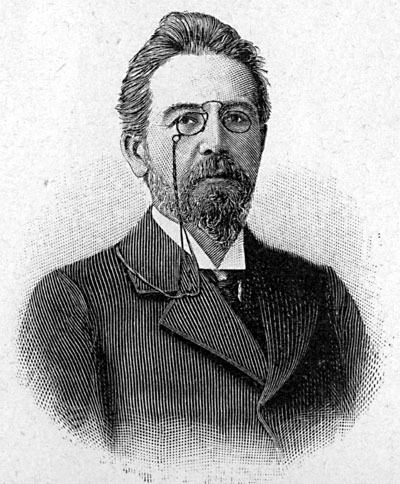
劇作家アントン・チェーホフ(1860-1904)没。

化学者エミール・フィッシャー(1852-1919)没。

- 1015年 - ウラジーミル1世、キエフ大公（* 955年頃）
- 1274年 - ボナヴェントゥラ、神学者、枢機卿、フランシスコ会総長（* 1221年）
- 1291年 - ルドルフ1世、神聖ローマ皇帝（* 1218年）
- 1381年 - ジョン・ボール、聖職者（* 1338年頃）
- 1544年 - ルネ・ド・シャロン、オランジュ公（* 1519年）
- 1571年（元亀2年6月23日） - 島津貴久、薩摩国の戦国大名（* 1514年）
- 1609年 - アンニーバレ・カラッチ、画家（* 1560年）
- 1655年 - ジローラモ・ライナルディ（英語版）、建築家（* 1570年）
- 1685年 - ジェイムズ・スコット、モンマス公、バクルー公（* 1649年）
- 1765年 - シャルル＝アンドレ・ヴァン・ロー、画家（* 1705年）
- 1771年（明和8年6月4日） - 徳川宗武、徳川吉宗の次男、田安徳川家始祖（* 1716年）
- 1778年 - ジェームズ・タウンリー（英語版）、劇作家（* 1714年）
- 1784年 - 伊勢貞丈、旗本、有職故実研究家（* 1718年）
- 1789年 - ジャック・デュフリ、作曲家（* 1715年）
- 1798年 - ガエターノ・プニャーニ、ヴァイオリニスト、作曲家（* 1731年）
- 1810年 - ジャン＝バティスト・レイ、指揮者、作曲家（* 1734年）
- 1819年（文政2年5月14日）- 伊達斉宗、第10代仙台藩主（* 1796年）
- 1821年 - ジョン・ルイス・クリメル、画家（* 1786年）
- 1828年 - ジャン＝アントワーヌ・ウードン、彫刻家（* 1741年）
- 1838年 - ジャン・イタール、医師、教育者（* 1774年）
- 1853年 - ヴィルヘルム・フォン・コベル、画家、版画家（* 1766年）
- 1857年 - カール・チェルニー、ピアニスト、作曲家（* 1791年）
- 1861年 - ジョアンナ・メアリー・ボイス、画家（* 1831年）
- 1871年 - タッド・リンカーン、第16代アメリカ合衆国大統領エイブラハム・リンカーンの四男（* 1853年）
- 1876年 - アレクサンデル・フレドロ、劇作家、詩人（* 1793年）
- 1879年 - ヨハン・フリードリヒ・フォン・ブラント、自然学者（* 1802年）
- 1885年 - ロサリア・デ・カストロ、詩人（* 1837年）
- 1890年 - ゴットフリート・ケラー、作家（* 1819年）
- 1897年 - ウィリアム・ティエリー・プライアー（英語版）、生化学者、生理学者、心理学者（* 1841年）
- 1898年 - 稲葉正邦、江戸幕府老中、京都所司代、淀藩主（* 1834年）
- 1904年 - アントン・チェーホフ、小説家、劇作家（* 1860年）
- 1911年 - カルロ・アデモロ、画家（* 1824年）
- 1912年 - フランシスコ・ラザロ、マラソン選手（* 1891年）
- 1916年 - イリヤ・メチニコフ、微生物学者、動物学者（* 1845年）
- 1919年 - エミール・フィッシャー、化学者（* 1852年）
- 1924年 - 黒田清輝、画家（* 1866年）
- 1929年 - フーゴ・フォン・ホーフマンスタール、劇作家（* 1874年）
- 1930年 - レオポルト・アウアー、ヴァイオリニスト（* 1845年）
- 1932年 - リン・ボイド・ベントン（ドイツ語版）、エンジニア、発明家、活字デザイナー（* 1844年）
- 1934年 - ジュール・ランカン、ベルギー首相（* 1862年）
- 1936年 - リチャード・オールダム、地質学者（* 1858年）
- 1939年 - オイゲン・ブロイラー、精神医学者（* 1857年）
- 1940年 - ロバート・ワドロー、世界一身長の高い人物（* 1918年）
- 1948年 - ジョン・パーシング、アメリカ合衆国総軍元帥（* 1860年）
- 1948年 - 今井邦子、歌人（* 1890年）
- 1952年 - ノーマン・テーバー、陸上競技選手（* 1891年）
- 1953年 - エウジェニオ・バルザン（イタリア語版）、ジャーナリスト、起業家（* 1874年）
- 1958年 - 藤井浩佑、彫刻家（* 1882年）
- 1959年 - エルネスト・ブロッホ、作曲家（* 1880年）
- 1960年 - ローレンス・ティベット、バリトン歌手（* 1896年）
- 1962年 - 小倉右一郎、彫刻家（* 1881年）
- 1970年 - エリック・バーン、精神科医（* 1910年）
- 1971年 - 吉沢岳男、プロ野球選手（* 1933年）
- 1974年 - 天谷丑之助、政治家、元茨城県土浦市長（* 1888年）
- 1974年 - クリスティーン・チュバック、ニュースキャスター（* 1944年）
- 1976年 - 山口源、版画家（* 1896年）
- 1976年 - ポール・ギャリコ、小説家（* 1897年）
- 1981年 - 大山デブ子、女優（* 1915年）
- 1982年 - ビル・ジャスティス、ロックミュージシャン、作曲家、編曲者（* 1926年）
- 1983年 - 辻村太郎、地理学者、地形学者（* 1890年）
- 1985年 - ディエゴ・ジャコメッティ（英語版）、彫刻家、デザイナー（* 1902年）
- 1986年 - 藪下泰司、アニメーション映画監督（* 1903年）
- 1987年 - 富士正晴、小説家、詩人（* 1913年）
- 1988年 - トーレ・ケラー、サッカー選手（* 1905年）
- 1988年 - 松本望[18]、実業家、福音電機製作所（現パイオニア）創業者（* 1905年）
- 1988年 - エレノア・エスティス（英語版）、児童文学作家（* 1906年）
- 1989年 - 鈴木貞一、日本陸軍中将（* 1888年）
- 1990年 - 吉岡堅二、画家（* 1906年）
- 1990年 - 宮田輝、アナウンサー、政治家（* 1921年）
- 1990年 - オレグ・カガン、ヴァイオリニスト（* 1946年）
- 1991年 - 永川英植、元プロ野球選手（* 1956年）
- 1997年 - 小野田勇、脚本家、劇作家（* 1920年）
- 1997年 - ジャンニ・ヴェルサーチ、ファッションデザイナー（* 1946年）
- 2001年 - 岩川隆、ノンフィクション作家（* 1933年）
- 2002年 - 藤島亥治郎、建築史家（* 1899年）
- 2003年 - 剣持亘、脚本家（* 1945年）
- 2004年 - チャールズ・スウィーニー、アメリカ空軍准将（* 1919年）
- 2004年 - 阿部公正、建築史家（* 1921年）
- 2004年 - 安東ウメ子、ムックリ奏者、歌手（* 1932年）
- 2004年 - 渡辺葉子、ソプラノ歌手（* 1953年）
- 2004年 - 吉田直、ライトノベル作家（* 1969年）
- 2006年 - 山口吉暉、政治家、元千葉県勝浦市長（* 1921年）
- 2006年 - 篠原一男、建築家（* 1925年）
- 2006年 - 今辻和典、詩人（* 1929年）
- 2007年 - 中林仁良、陸軍軍人、実業家、元丸物社長、京都近鉄百貨店会長（*1919年）
- 2008年 - 石田文樹、元プロ野球選手（* 1966年）
- 2008年 - コロニチ・ジェルジ（英語版）、カヌー選手、1996年アトランタ五輪金メダリスト（* 1972年）
- 2008年 - ジョナタ・ミニョッツィ（英語版）、サッカー選手（* 1984年）
- 2009年 - ジュリアス・シュルマン（英語版）、建築写真家（* 1910年）
- 2009年 - 足立慶次郎、経営者、田辺製薬（現田辺三菱製薬）社長（* 1919年）
- 2009年 - ブライアン・グッドウィン、生物学者、数学者（* 1931年）
- 2009年 - 佐藤道夫、検察官、元札幌高等検察庁検事長、弁護士、政治家（* 1932年）
- 2009年 - ナタリア・エステミロワ（英語版）、ジャーナリスト、人権運動家（* 1958年）
- 2010年 - ピーター・フェルナンデス、俳優、声優、音響監督（* 1927年）
- 2010年 - 斉藤昌、声優（* 1929年）
- 2010年 - ハンク・コクラン（英語版）、カントリーミュージック歌手、ソングライター（* 1935年)
- 2010年 - サシャ・マルコヴィッチ・ミクロブ、美術家（* 1959年）
- 2010年 - 大佑、歌手、ドラマー（* 1978年)
- 2011年 - 斉田弥太郎[19]、実業家、マルキョウ創業者（* 1925年または1926年)
- 2011年 - 岩本忠夫、政治家、元福島県双葉町長（* 1928年）
- 2011年 - 山岸紀郎、バレーボール審判員、初代Vリーグ機構代表理事（* 1943年）
- 2012年 - セレステ・ホルム、女優（* 1917年）
- 2012年 - 福島茂夫、政治家、医師（* 1917年）
- 2012年 - ツィラ・シェルトン（フランス語版）、女優（* 1919年）
- 2012年 - 小町定、元軍人、大日本帝國海軍パイロット（* 1920年）
- 2012年 - 高林陽一、映画監督（* 1931年）
- 2013年 - 中里信男、政治家、元八戸市長（* 1927年）
- 2013年 - 石井晶、元プロ野球選手（* 1939年）
- 2014年 - 鎌田純一、神道学者、歴史学者、宮内庁侍従職御用掛、皇學館大学名誉教授（* 1923年）
- 2014年 - 谷口義男[20]、実業家、元積水ハウス副社長、元三和銀行（現三菱UFJ銀行）常務（* 1929年または1930年）
- 2015年 - 万里、政治家、元鉄道部長、元全国人民代表大会常務委員長、元中共八大元老（* 1916年）
- 2015年 - オーブリー・モリス（英語版）、俳優（* 1926年）
- 2015年 - 青木昌彦、経済学者、スタンフォード大学・京都大学名誉教授（* 1938年）
- 2015年 - 鶴木眞、政治社会学者、東京大学名誉教授（* 1942年）
- 2016年 - 矢野恵一朗、銀行家、元みなと銀行頭取（* 1936年）
- 2017年 - マーティン・ランドー、俳優（* 1928年）
- 2017年 - 東海林周太郎、元バスケットボール選手、指導者（* 1933年）
- 2017年 - マリアム・ミルザハニ、数学者（* 1977年）
- 2018年 - 善本秀作、彫刻家（* 1934年）
- 2018年 - 須藤靖明、火山学者、阿蘇火山博物館学術顧問（* 1943年）
- 2018年 - ドラグティン・シュルベク、卓球選手（* 1946年）
- 2018年 - 生田悦子、女優、タレント（* 1947年）
- 2018年 - セリル・デクロウ（英語版）、ソウル/R&B歌手（元ギャラクティック）（* 1951年）
- 2018年 - レイ・エメリー（英語版）、アイスホッケー選手（* 1982年）
- 2019年 - ファーガス・ミラー、歴史家（* 1935年）
- 2019年 - 村上景一[21]、実業家、元四国溶材会長（* 1940年）
- 2019年 - ウェルナー・ミューラー（ドイツ語版）、実業家、政治家、元経済エネルギー大臣（* 1946年）
- 2019年 - ビャンバスレン・シャラフ（英語版）、作曲家、ピアニスト（* 1952年）
- 2019年 - クレイグ・ファロン、柔道選手（* 1982年）
- 2019年 - 木下紗佑里、フリーダイビング選手（* 1988年）
- 2020年 - ポール・フスコ、フォトジャーナリスト（* 1930年）
- 2020年 - 坂東克彦、弁護士、第二水俣病訴訟弁護団長（* 1933年）
- 2020年 - 瀬戸剛、彫刻家（* 1945年）
- 2020年 - トラベル・マジオン（英語版）、プロボクサー、NABFスーパーウェルター級王者（* 1995年）
- 2021年 - 山本晶、米文学者、慶應義塾大学名誉教授（* 1934年）
- 2021年 - 高梨敬一郎、元アナウンサー（* 1940年）
- 2021年 - ヒューゴ・F・ソネンシャイン（英語版）、経済学者、シカゴ大学元学長（* 1940年）
- 2021年 - 赤田光男、民俗学者、帝塚山大学名誉教授（* 1943年）
- 2021年 - ピーター・R・デ・ヴリーズ（英語版）、犯罪ジャーナリスト（* 1956年）
- 2021年 - アンディ・フォーダム（英語版）、ダーツ選手（* 1962年）
- 2022年 - アンドレ・ボエト、スーパーセンテナリアン（* 1910年）
- 2022年 - ルイス・ガスタン・デ・オルレアンス・イ・ブラガンサ、貴族、ブラジル皇帝家家長（* 1938年）
- 2022年 - 土屋公三[22]、実業家、土屋ホールディングス創業者（* 1941年）
- 2022年 - 金昌国、フルート奏者、指揮者、東京芸術大学名誉教授（* 1942年）
- 2022年 - ゲオルギー・ヤルツェフ、サッカー選手（* 1948年）
- 2022年 - ポール・ライダー（英語版）、ベーシスト（ハッピー・マンデーズ）（* 1964年）
- 2023年 - 平山高明、カトリック教会司教、元カトリック大分司教区長（* 1924年）
- 2023年 - 高史明、作家（* 1932年）
- 2023年 - 天野道映、演劇評論家（* 1936年）
- 2024年 - 永井一夫、元永井織布社長（* 1930年）
- 2024年 - ヒョンチョル、トロット歌手（* 1942年）
- 2024年 - ジョー・ブライアント、バスケットボール選手、指導者（* 1954年）

## 記念日・年中行事

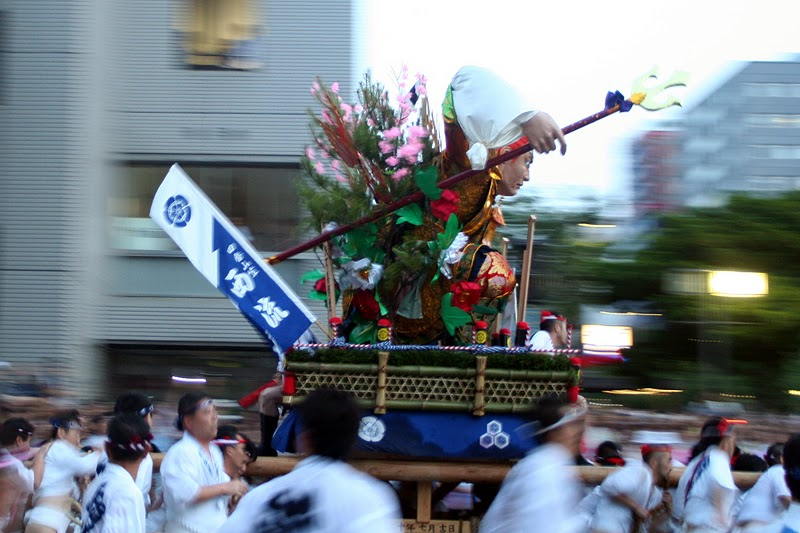
博多祇園山笠の「追山笠」。画像は2008年のもの

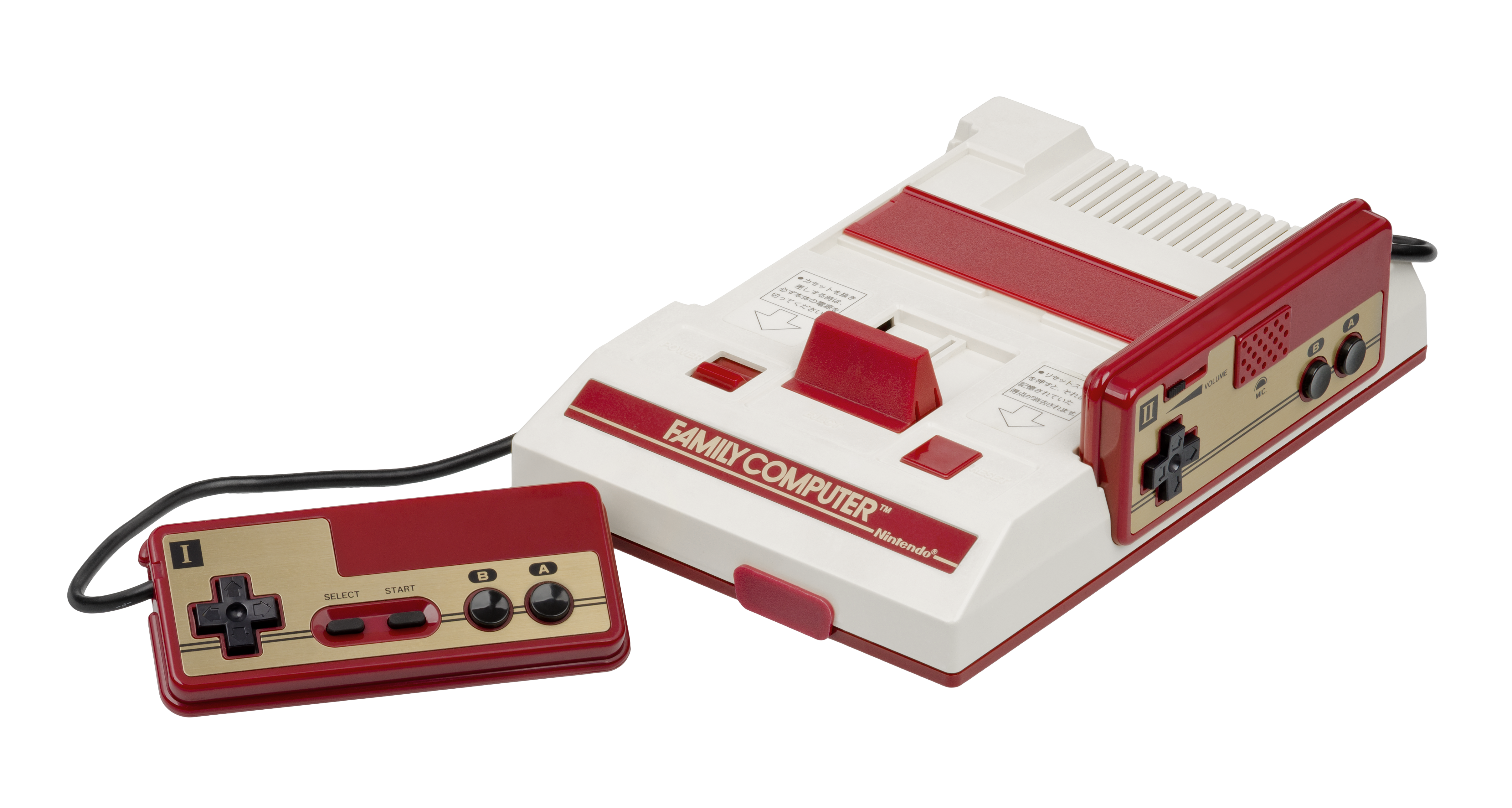
ファミコンの日

- お盆・盂蘭盆会（ 日本）（地域により月遅れで8月15日）
- 海の日 （ 日本、2013年・2019年・2024年・2030年）※7月の第3月曜日
- 中元（ 日本）
- 博多祇園山笠・追山笠（ 日本 福岡市博多区・櫛田神社）
櫛田神社（福岡市博多区）の祇園例大祭の最終日がこの日にあたり、午前4時59分に一番山笠がスタートする[23]。
- 大阪港開港記念日（ 日本）
1868年のこの日、安治川の河口に大阪港が開港したことを記念[24]。
- ファミコンの日（ 日本）
1983年のこの日、任天堂が家庭用ビデオゲーム機ファミリーコンピュータを発売した[25]。
- うらかわ夏いちごの日（ 日本）
牧場とサラブレッドで有名な北海道浦河町が制定。町の特産品である「夏いちご（品種：すずあかね）」をより多くの人に知ってもらうのが目的。日付は、「夏（7）いちご（15）」と読む語呂合わせから[26]。
- マンゴーの日（ 日本）
沖縄県農水産物販売促進協議会が2000年に制定[27]。収穫の最盛期を目前に控えた日であることから。